# Zingel asper

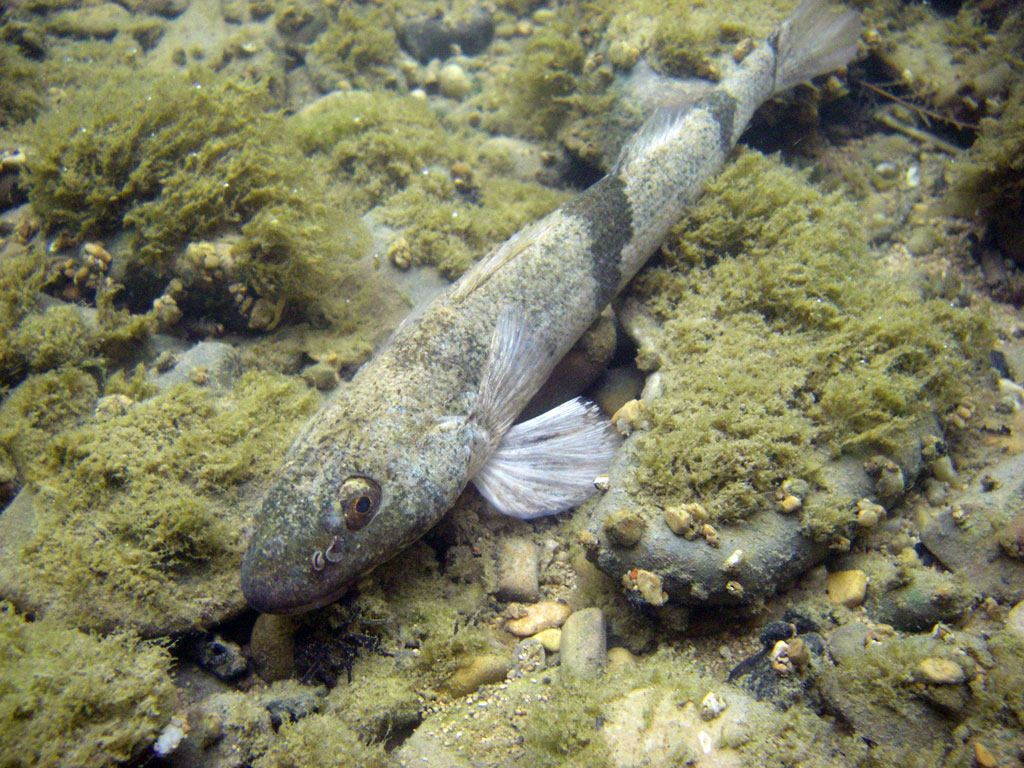
Zingel asper

Zingel asper és una espècie de peix de la família dels pèrcids i de l'ordre dels perciformes.

## Morfologia
Els mascles poden assolir els 22 cm de longitud total.

## Reproducció
Té una vida curta (en general, fins als 3,5 anys) i això comporta que només es pugui reproduir un sol cop (màxim dos).

## Alimentació
És una espècie estrictament nocturna que es nodreix d'invertebrats bentònics.

## Hàbitat
Prefereix els rius amb substrats de còdols i pedres, d'una fondària intermèdia (entre 0,3 i 0,8 m) i amb una velocitat moderada de l'aigua (entre 0,05 i 0,4 m/s). És freqüent trobar-lo en els trams de ràpids durant l'època reproductiva.

## Distribució geogràfica
Es troba al riu Roine i els seus afluents (Suïssa i França).

## Estat de conservació
Les seues principals amenaces són la fragmentació, modificació i destrucció del seu hàbitat a causa de la contaminació de l'aigua i la construcció de preses.